# Niels Torp

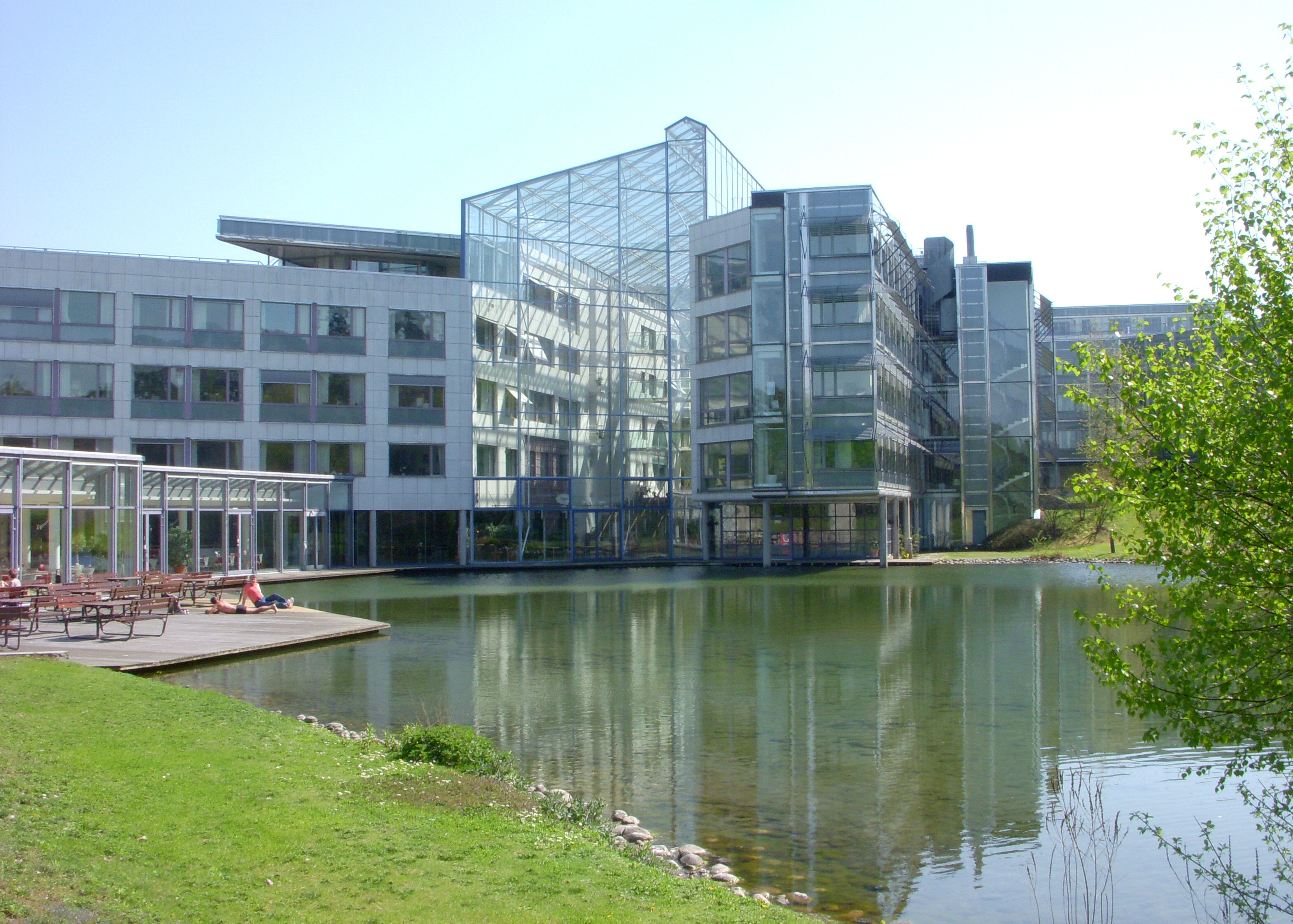
SAS koncernbyggnad, Solna

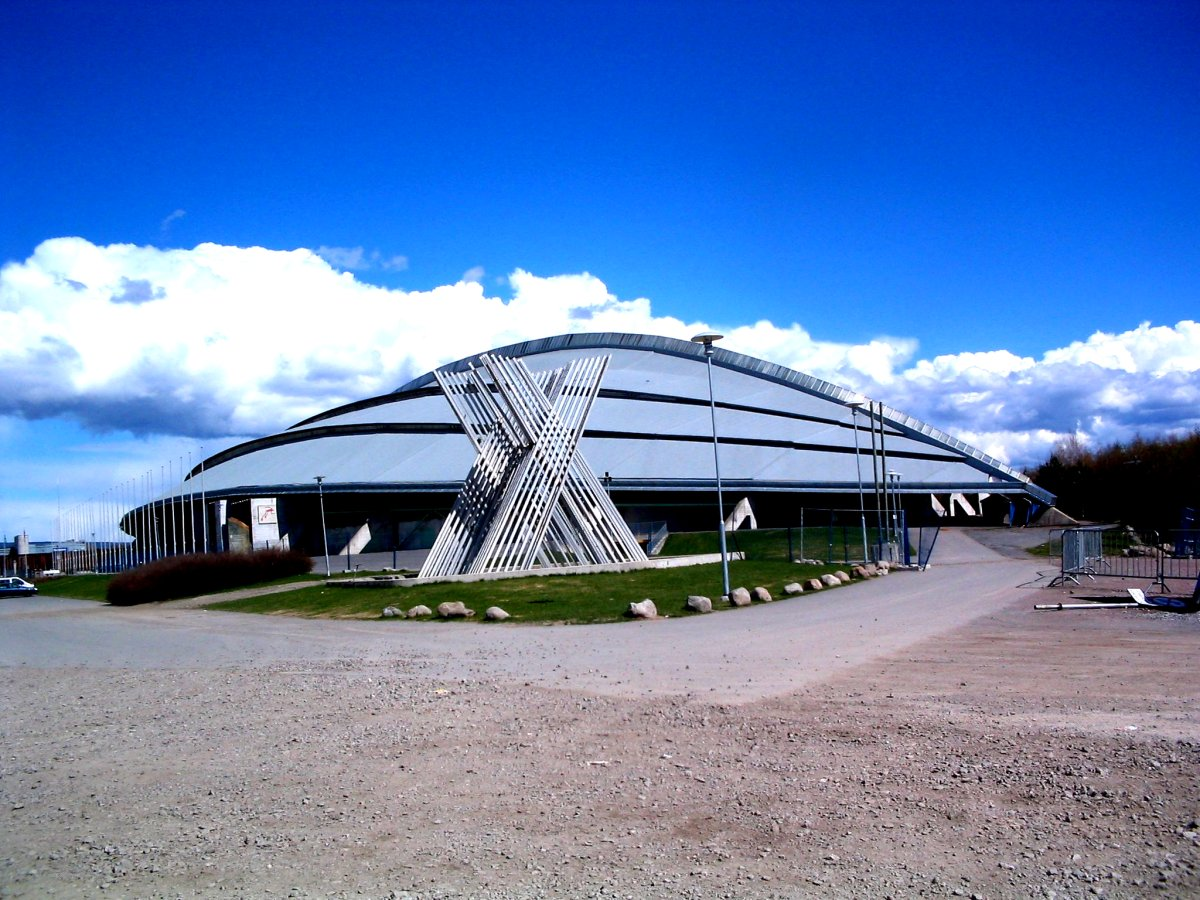
Vikingskipet, Hamar

Niels August Torp, född 8 mars 1940 i Oslo, är en norsk arkitekt och ledare för arkitektkontoret Niels Torp AS.
Efter examen vid Norges tekniske høgskole 1964 blev Torp anställd i faderns och farbroderns arkitektkontor Torp & Torp. 1965 följde studier i Finland och 1967 vid Det norske institutet i Rom, där han bland annat tog en kurs i arkeologi och konsthistoria. 1970 blev han delägare i Torp & Torp. 1974 övertog han ledningen av företaget och sedan 1984 är firmanamnet Niels Torp AS. 
I mitten av 1980-talet följde det internationella genombrottet med SAS koncernbyggnad i Frösundavik utanför Stockholm, som Torp vann i konkurrens med åtta andra arkitektkontor från Danmark, Norge och Sverige. SAS-byggnadens koncept användes av Torp även för British Airways' huvudkontor vid Heathrow utanför London (1989-1998). Uppmärksamhet fick Torp även för Hamars olympiahall "Vikingskipet" från 1991, vars tak liknar ett upp-och-nervänt vikingaskepp. För Göteborg ritade Niels Torp AS 1995 Nils Ericsonterminalen som är stadens centrala bussterminal. För byggnaden tilldelades Torp 1996 Kasper Salinpriset.

## Verk i urval
- SAS huvudkontor, Frösundavik vid Hagaparken i Solna kommun, 1990
- British Airways huvudkontor, Heathrow, London, 1989–98
- Vikingskipet, Hamar (tillsammans med Biong & Biong arkitekter), 1991
- Hestra, bostadsområde, Borås, Sverige, 1993
- Nils Ericsonterminalen, Göteborg, 1995
- Oslo flygplats Gardermoen, terminalbyggnad och hotell, 1998